# Stade Brestois 29
Stade Brestois 29, comúnmente conocido como Stade Brest, es un club de fútbol francés, fundado en 1950. Tiene su sede en Brest perteneciente a la Bretaña. Actualmente participa en la Ligue 1, la primera división para los equipos afiliados a la FFF. Su estadio lleva el nombre del estadio Francis-Le Blé y tiene una capacidad de alrededor de 15.220 personas.

## Historia
El Stade Brestois 29 fue fundado en 1950 con el nombre de Armoricaine de Brest, tras la fusión de varios clubes de la ciudad: Armoricaine avenir, Milice Saint-Michel, Les Jeunes de Saint-Marc y La Flamme du Pilier Rouge. El 26 de junio de 1950 cambia su nombre al actual.
El equipo debutó en la Ligue 1 en la Temporada 79-80 quedando últimos en la clasificación.
El 24 de mayo de 2024 consiguió su primera clasificación en la historia de la Champions Leaguedonde llegarian hasta los repechajes siendo derrotados por el Paris Saint-Germain

## Uniforme
- Uniforme titular: Camiseta roja, pantalón blanco y medias rojas.

- Uniforme alternativo: Camiseta negra, pantalón rojo y medias blancas.

## Rivalidades
Sus máximos rivales son EA Guingamp, FC Lorient y Stade Rennais.

## Estadio
Stade Francis-Le Blé, con capacidad para 15.923 personas.

## Datos del club
- Temporadas en la Ligue 1: 11
- Temporadas en la Ligue 2: 13
- Mejor puesto en la liga: 3.º (Ligue 1, temporada 2023-2024)
- Peor puesto en la liga: 20.º (Ligue 1, temporada 79-80)

## Palmarés

### Torneos nacionales
- Ligue 2 (1): 1981